# Frank Chapple, Baron Chapple of Hoxton
Francis Joseph Chapple, Baron Chapple of Hoxton (* 28. August 1921 in London; † 19. Oktober 2004 in Maidstone) war ein britischer Gewerkschafter und Life Peer.

## Leben
Chapple wuchs im Londoner Stadtteil Hoxton, wo sein Vater eine kleine Schuhreparaturwerkstatt besaß, in ärmlichen Verhältnissen auf. Im Alter von 14 Jahren verließ er die Schule und übernahm Hilfsarbeiten für eine Elektrikfirma. Im Jahre 1937 wurde er Gewerkschaftsmitglied bei der Electrical Trade Union (ETU), zwei Jahre später erfolgte sein Eintritt in die Communist Party of Great Britain. Während des Zweiten Weltkrieges diente er zunächst in den britischen Munitionsfabriken, ehe man ihn im späteren Verlauf des Krieges in Frankreich und Deutschland stationierte, wo er mit Panzerwartungsarbeiten betraut war.
Bei einem Kongress des Weltbundes der Demokratischen Jugend in Prag 1947 lernte er den späteren ETU-Präsidenten Leslie Cannon kennen, mit dem ihn eine enge Freundschaft verband. In den Folgejahren distanzierte sich Chapple zunehmend von der kommunistischen Gewerkschaftsführung. Ab 1957 saß er im Exekutivrat der ETU. 1959 trat er aus der Kommunistischen Partei aus und wurde Mitglied der Labour Party. Im Jahre 1966 wurde er Generalsekretär der ETU, ab 1970 hatte er in Personalunion auch das Amt des Präsidenten inne. Im selben Jahr wurde er Mitglied des General Council des Trades Union Congress, zu dessen Präsident er 1982 gewählt wurde. 1981 wechselte er von der Labour Party ins Lager der neugegründeten Social Democratic Party. Im Jahre 1984 legte er seine Gewerkschaftsämter nieder und ging in den Ruhestand. Im selben Jahr erschien seine mit Sparks Fly! betitelte Autobiographie.
Chapple wurde 1985 in den Stand eines Life Peer erhoben, seither trug er offiziell den Titel Baron Chapple, of Hoxton in Greater London.
Er war zweimal verheiratet: Von 1944 bis zu deren Tod 1994 mit Joan Nicholls und seit 1999 mit Phyllis Luck. Er hatte zwei Kinder aus erster Ehe.